# DP Holding
DP Holding este un grup de companii din România, dețnut de omul de afaceri Dinu Patriciu.
În trecut, numele grupului a fost Rompetrol Holding, și a fost schimbat recent în DP Holding, pentru a nu crea confuzie cu Grupul Rompetrol, pe care Patriciul l-a vândut companiei de stat din Kazahstan, KazMunaiGaz.
DP Holding are sediul în Elveția
și numără circa 250 de societăți din domenii precum mass-media, real-estate, energie, bancar și IT.
În decembrie 2009, grupul avea aproximativ 10.000 angajați, dintre care 1.100 de angajați aparțineau trustului presă Adevărul Holding.

## Companii din grupul DP Holding
Marexin (Marine Resources Exploration International) este o companie care deține o licență de exploatare a nămolurilor sapropelice localizate în Marea Neagră,
pe o suprafață de 9.000 km pătrați în blocul Delta al Mării Negre.
Compania a investit peste 20 milioane dolari în proiecte de cercetare și dezvoltarea tehnologiilor.
Nămolul sapropelic reprezintă o sursă neconvențională de energie.
Prin procesare, se poate obține gaz sintetic, procesul fiind aproximativ asemănător cu cel al folosirii biomasei.
Black Sea Global Services este compania care se ocupă de administrarea proprietăților deținute de Black Sea Global Properties, vehicul prin care Dinu Patriciu a cumpărat fondul german de investiții Rutley European Property și fondul Fabian Romania Property Fund, cu activități pe piața din România.
În februarie 2009, Rutley și-a schimbat numele în DP Property Europe Limited.